# 仁川高等学校
仁川高等学校（インチョンこうとうがっこう）は、仁川広域市弥鄒忽区に所在する公立高等学校。男子校である。

## 沿革
- 1895年6月27日 - （大韓帝国官立）漢城外国語学校仁川支校開校。
- 1904年4月20日 - 仁川日語学校に改称。
- 1909年5月24日 - 仁川実業学校に改称。
- 1912年4月1日 - 京畿道に移管され、仁川公立商業学校に改称。
- 1933年4月1日 - 仁川南公立商業学校と合併。
- 1936年 - 第22回全国中等学校優勝野球大会に、朝鮮代表として初出場。
- 1946年9月1日 - 仁川公立商業中学校に改称。
- 1951年8月31日 - 仁川高等学校に改称。
- 1995年7月1日 - 商業科廃止。

## 著名な出身者
- 李承潤